# Rafael de la Barra Tagle
Rafael de la Barra Tagle SVD (* 29. Oktober 1930 in Santiago de Chile) ist emeritierter Prälat von Illapel.

## Leben
Rafael de la Barra Tagle besuchte das Liceo Alemán der Steyler Missionare in seiner Heimatstadt und trat 1946 dieser Ordensgemeinschaft bei. Er studierte Philosophie und Theologie am Steyler Missionsseminar in Villa Calzada bei Buenos Aires. Am 12. Juni 1954 empfing er die Priesterweihe. Johannes Paul II. ernannte ihn am 17. Juni 1989 zum Prälaten von Illapel.
Der Erzbischof von Santiago de Chile Juan Francisco Kardinal Fresno Larraín weihte ihn am 9. September desselben Jahres zum Bischof; Mitkonsekratoren waren Giulio Einaudi, Apostolischer Nuntius in Chile, und Bernardino Piñera Carvallo, Erzbischof von La Serena.
Am 20. Februar 2010 nahm Papst Benedikt XVI. seinen altersbedingten Rücktritt an.